# Vals-des-Tilles
Vals-des-Tilles är en kommun i departementet Haute-Marne i regionen Grand Est (tidigare regionen Champagne-Ardenne) i nordöstra Frankrike. Kommunen ligger i kantonen Auberive som tillhör arrondissementet Langres. År 2022 hade Vals-des-Tilles 182 invånare.

## Befolkningsutveckling
Antalet invånare i kommunen Vals-des-Tilles
| Referens: INSEE |